# Jarma Lewis
Jarma Toy Lewis (* 5. Juni 1931 in Tuscaloosa, Alabama; † 12. November 1985 in Los Angeles, Kalifornien) war eine US-amerikanische Schauspielerin.

## Leben
Jarma Lewis, die einer Familie mit anglo-irischen Vorfahren entstammte, besuchte das Los Angeles City College. Sie wirkte zunächst bei Schultheateraufführungen mit und erhielt ihre Schauspielausbildung an der Neighborhood Playhouse School in New York. Am Theater, wo sie zeitweise auch als Inspizientin arbeitete, begann sie als Zweitbesetzung und Einspringerin für erfahrene ältere Kollegen.
Anfang der 50er Jahre spielte sie erste Filmrollen. Entdeckt wurde Lewis, die als Rezeptionistin in einer Zahnarztpraxis in Beverly Hills arbeitete, von dem Regisseur Henry Hathaway, der sie mit der Rolle der Königin Guinevere in seinem Ritterfilm Prinz Eisenherz besetzte. Anschließend wurde sie als Starlet und Nachwuchsdarstellerin bei der 20th Century Fox (1954) und bei MGM (1955–57) eingesetzt. Gemeinsam mit Taina Elg und Luana Lee gehörte sie zu den jüngsten Darstellerinnen, die damals bei MGM unter Vertrag waren. Sie drehte zunächst mit Regisseuren wie Curt Siodmak, Otto Preminger, Stanley Donen, Richard Thorpe, später dann auch mit Vincente Minnelli und Edward Dmytryk, und war in unterschiedlichen Genres wie Komödien, Thrillern, Krimis, Dramen und Historienfilmen zu sehen.
In dem Western Umzingelt (1955) spielte sie die Rolle der Siedlerfrau Hannah Ferber an der Seite von Dan Duryea. Ihre letzte Filmrolle hatte sie als Barbara Drake in dem vor dem Hintergrund des Amerikanischen Bürgerkriegs spielenden Familiendrama Das Land des Regenbaums (1957).
Lewis hatte außerdem Episodenrollen in einigen TV-Serien und Gastauftritte in TV-Shows. 
Im November 1955 heiratete sie den Großindustriellen Benjamin Edward Bensinger III., dessen Familie mit dem Verkauf und Einbau von Kegel- und Bowlingbahnen ein Millionenvermögen erwirtschaftet hatte. Das Paar unternahm seine Hochzeitsreise nach Südamerika und ließ sich anschließend in Los Angeles nieder. Aus der Ehe, die im Oktober 1984 geschieden wurde, gingen drei Söhne hervor.
In den 70er Jahren wandte sich Lewis der Schriftstellerei zu und war fünfzehn Jahre im Vorstand des UCLA Art Council aktiv. Jarma Lewis starb im November 1985 im Alter von 54 Jahren in ihrem Haus in Beverly Hills.

## Filmografie (Auswahl)
- 1952: The WAC from Walla Walla
- 1953: April in Paris
- 1953: The Magnetic Monster
- 1954: Prinz Eisenherz (Prince Valiant)
- 1954: Fluß ohne Wiederkehr (River of No Return)
- 1954: Eine Braut für sieben Brüder (Seven Brides for Seven Brothers)
- 1955: Tempel der Versuchung (The Prodigal)
- 1955: Revolte im Frauenzuchthaus (Woman’s Prison)
- 1955: Umzingelt (The Marauders)
- 1955: Die Verlorenen (The Cobweb)
- 1955: Die zarte Falle (The Tender Trap)
- 1957: Das Land des Regenbaums (Raintree Country)